# Zevenburgse Alpen

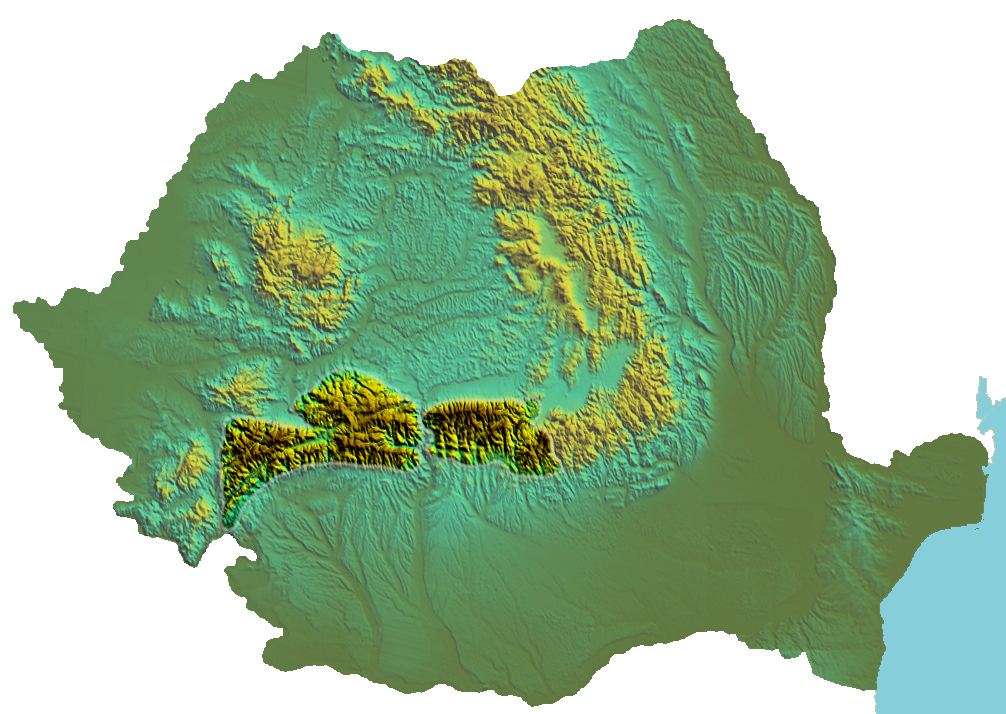
De Transsylvanische Alpen in Roemenië

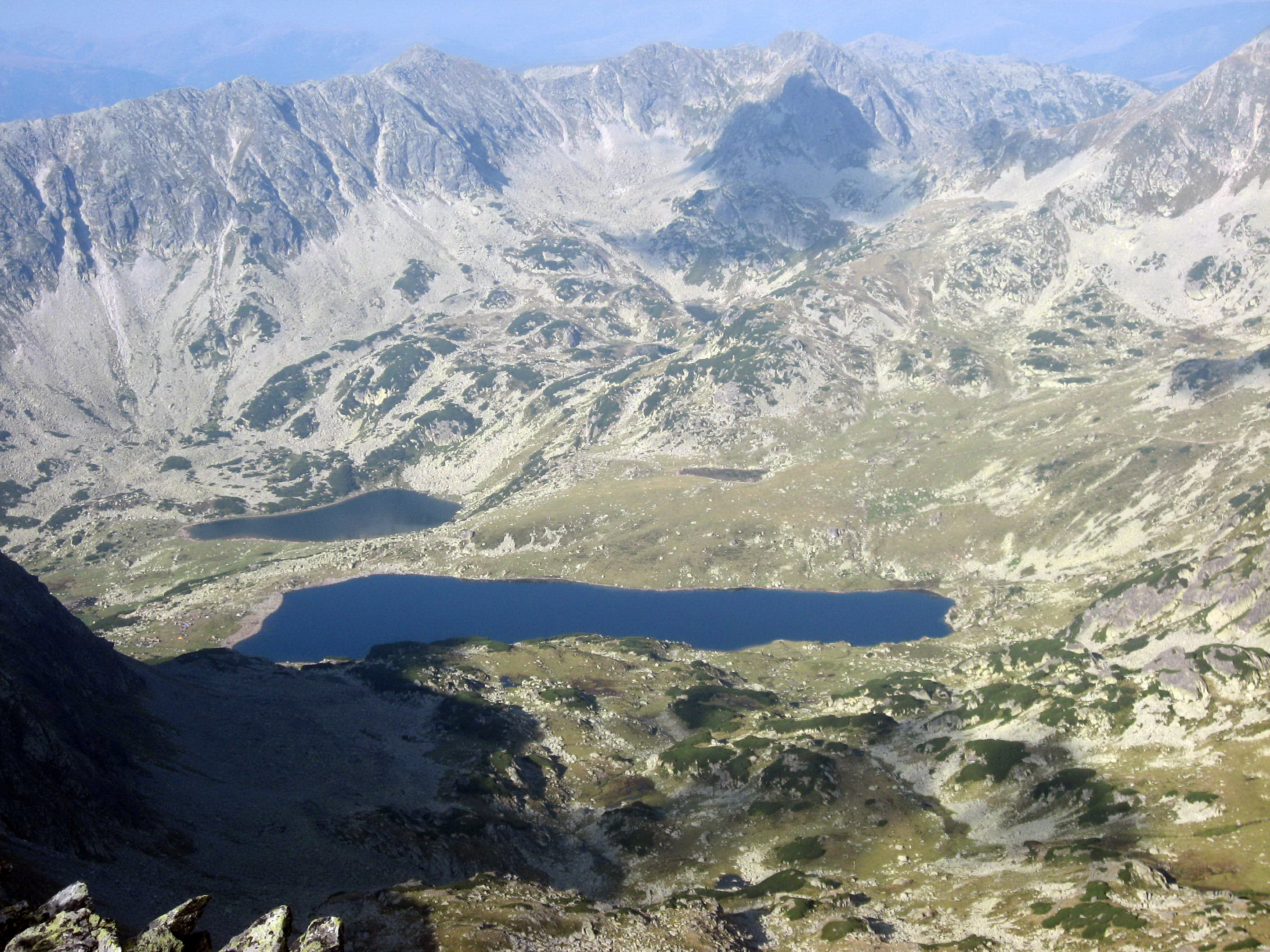
Het Bucurameer in het Retezatgebergte

De Transsylvaanse Alpen of Zevenburgse Alpen, ook Zuidelijke Karpaten genoemd, zijn een gebergte in Roemenië en vormen het zuidwestelijke sluitstuk van de boog van de Karpaten. Tot de Transsylvaanse Alpen behoort de hoogste berg van Roemenië, de Moldoveanu (2544 m). Het gebergte scheidt het Zevenburgs Plateau van de Walachse vlakte. De rivieren de Jiu en de Argeș ontspringen er, terwijl de Olt er van noord naar zuid doorheen breekt. Het telt meer dan 150 gletsjermeren. Het gebergte herbergt oerbossen en heeft vele kale pieken. In het gebied loopt ook een project voor natuurherstel van Rewilding Europe. 

## Gebergtegroepen
Het gebergte is op te splitsen in een aantal hoofdgroepen. Van west naar oost zijn dat:
1. het Retezatgebergte (Nationaal Park Retezat)
2. Het Sureangebergte (Natuurpark Grădiștea Muncelului-Cioclovina)
3. het Parânggebergte
4. het Făgărașgebergte
5. Het Bucegigebergte (Natuurpark Bucegi)

Alle vijf reiken deze gebergten tot meer dan 2500 meter hoogte.
Klikbare kaart gebergtegroepen Zuidelijke Karpaten

## Hoogste bergen
De meeste hoge bergen in de Transsylvaanse Alpen zijn boven de 2000 m, maar de allerhoogste zijn boven de 2500 m.
| Berg         | Hoogte | Gebergte |
| ------------ | ------ | -------- |
| Moldoveanu   | 2544 m | Făgăraș  |
| Negoiu       | 2535   | Făgăraș  |
| Viștea Mare  | 2527   | Făgăraș  |
| Lespezi      | 2522   | Făgăraș  |
| Parângu Mare | 2519   | Parâng   |
| Peleaga      | 2509   | Retezat  |
| Vârful Omu   | 2505   | Bucegi   |

## Het Făgărașgebergte
Het Făgărașgebergte bevindt zich tussen het dal van de Olt in het westen en de Branpas in het oosten. Het is het hoogste gebergte van Roemenië. Een weg met de naam Transfăgărașan doorkruist het gebergte. In het Făgărașgebergte is een aantal bergmeren (zoals Bâlea Lac en Lacul Capra) ontstaan. In de rivier de Argeș bevindt zich een kunstmatig meer, het Lacul Vidraru, dat gebruikt wordt om elektriciteit op te wekken. De bekendste berghut in dit gebied is Cabana Bâlea.

## Het Bucegigebergte
Het Bucegigebergte ligt tussen de Branpas in het westen en het Prahovadal in het oosten. De beroemdste en meest toeristische dorpen in het Bucegigebergte zijn Bran, Sinaia en Bușteni. Erg bijzonder in dit gebergte is de Sphinx, door de natuur gemaakt, en natuurpark Bucegi. De meeste en beste Roemeense skipistes bevinden zich in het Bucegigebergte.

## Het Retezatgebergte
Het wat kalere Retezatgebergte ligt ten westen van het dal van de Jiu. Het is het grootste van de vier deelgebergten van de Transsylvanische Alpen. Een deel ervan is een beschermd Nationaal Park Retezat. Het Retezatgebergte herbergt de grootste berenpopulatie van Roemenië. Ook leven er wolven.

## Beroemde dalen
- het dal van de Olt
- het Prahovadal
- het dal van de Jiu